# 미나모토씨
미나모토씨(일본어: 源氏, 일본어 발음: [mʲi.na.mo.to]), 또는 겐지씨(일본어: 源氏)는「미나모토(源)」라는 우지(氏)를 쓰는 씨족으로 가바네(姓)는 아손(朝臣)이다.
일본에서 황족이 신하의 신분으로 강등(신적강하)될 때 하사하던 성씨 중 하나이다. 일반적으로 가장 유명한 세이와 겐지(淸和源氏)를 비롯해 다수의 유파가 존재한다.

## 개요
헤이시(平氏) ・ 후지와라시(藤原氏) ・ 다치바나 우지(橘氏) 등과 함께 「겐페이도키쓰(源平藤橘, げんぺいとうきつ)」(사성四姓)로 불리며, 일본의 대표적인 우지(氏)이다.
사가 천황(嵯峨天皇)에게서 나온 사가 겐지(嵯峨源氏)나 세이와 천황(清和天皇)에게서 나온 세이와 겐지(清和源氏)를 포함한 21개의 유파가 존재하며 이들을 21류(流)라 부른다. 그 중에서도 집안의 품격이 가장 높았던 것은 무로마치 막부(室町幕府)가 성립될 때까지 미나모토 씨장자(源氏長者)를 배출한 무라카미 겐지(村上源氏)였으며, 또한 헤이안 시대 이후 잦은 신적강하(臣籍降下)가 이루어지면서 미나모토 ・ 다이라 두 가바네가 늘어났는데 최근의 일본 학계의 연구에서는 1세(世)와 2세의 왕족은 미나모토, 3세 이후로는 다이라 가바네가 내려졌음이 판명되었다. 미나모토라는 가바네의 가계 안에서도 각기 다른 묘지(苗字)를 칭한 탓에 현재 일본에서도 「미나모토」를 현대적인 의미의 '성'으로 자처하는 예는 많지 않으며 추정 인구는 4천 명 정도이다.
대표적인 문양은 용담꽃을 도안으로 하는 '사사린도'(笹竜胆)로 일본에서 가장 오래된 가문(家紋)으로 일컬어지고 있다.

## 기원
814년에 사가 천황(嵯峨天皇)의 아들에게 처음 미나모토라는 가바네가 붙여진 것을 시작으로 한다.
'미나모토'(源)라는 가바네에는 왕실과 조정(원류)를 함께 하라는 명예로운 의미가 담겨 있었다. 그 밖에도 '물의 근원'(水元)이라는 설도 있는데, 예를 들어 《화훈표》(和訓栞)에는 "미나모토(みなもと)란 겐(源)을 읽는 법으로 '물의 근원'(水元)이라는 뜻이다"라고 되어 있으며, 다마키 마사요시(玉木正英)가 지은 《신대권조염초》(神代巻藻塩草)에는 "겐의 훈은 미나모토다"(源ノ訓ハ水元也)라고 되어 있는 것 등이다. 한편 중국 북위(北魏)의 사서인 《위서》(魏書) 원가전(源賀傳)에는 북위 세조(世祖) 태무제(太武帝)가 동족인 하서왕(河西王)의 아들 가(賀)를 신적강하시켜 서평후(西平侯) 용양장군(龍驤将軍)에 임명하면서 "경과 짐은 뿌리를 함께 하는데 이제 성을 나누게 되었으니, 앞으로는 원(源)을 성씨로 삼으라"고 하여 가에게 원이라는 성을 내렸다는 이야기가 전하고 있다.
사가 천황에게 있어 왕자나 공주가 늘어난다는 것은 곧 조정의 재정을 압박하게 되는 계기로 여겨졌기에, 일찌감치 신적강하를 시키는 것이 자손을 번영시킬 수 있는 길이기도 했다. 친왕(親王)이되 천황 즉위는 생각도 할 수 없는 왕족이 스스로 신적강하되기를 원하는 경우도 있었지만, 조정에서 일방적으로 황적에서 빼고 신적강하시키는 경우도 있었다. 이러한 황별씨족(皇別氏族)을 둘러싼 당시의 상황이란 조정의 재정 문제와 늘 연동되는 경우가 대부분이었다. 사가 천황 이후로 많은 천황들이 빈번하게 왕자들에게 '미나모토'라는 성씨를 내리며 신적강하를 행했는데, 사가 천황의 아들로서 미나모토 성씨를 받고 신적강하된 자들이 스스로 사가 겐지라고 칭한 이래, 미나모토 집안은 각각 자신들의 시조로 추앙되는 천황의 시호를 씨족의 칭호로 삼았다. 닌묘 천황(仁明天皇)을 시조로 하는 닌묘 겐지, 몬토쿠 천황(文德天皇)을 시조로 하는 몬토쿠 겐지, 세이와 천황(清和天皇)을 시조로 하는 세이와 겐지, 무라카미 천황(村上天皇)을 시조로 하는 무라카미 겐지, 우다 천황(宇多天皇)을 시조로 하는 우다 겐지, 다이고 천황(醍醐天皇)을 시조로 하는 다이고 겐지 등이 그것이다.
또한 조정에서 왕족들을 신적강하시킨 것은 왕실의 번병(藩塀)으로서 왕실을 가장 가까이서 지지할 수 있는 상급 귀족 세력을 조정에 많이 심기 위해서라는 이유도 있었다. 하지만 실제로 3대 이상 상급 귀족의 지위를 유지한 경우는 거의 없었으며, 대부분은 수령으로서 부임해 내려간 지방에서 그대로 눌러앉아 무사화되거나 중앙에서 후지와라 씨보다도 낮은 중급 귀족의 지위나 유지하면서 근근히 살아남았다. 이밖에 다른 왕족에게 내려준 성씨로는 아리와라노 아손(在原朝臣) ・ 다이라노 아손(平朝臣) 등이 있었다.
일본 최초의 무신 정권을 세운 미나모토노 요리토모(源頼朝)와 에도 막부를 세운 도쿠가와 이에야스(德川家康)는 세이와 겐지에 속한다.

## 부케 겐지와 구게 겐지
흔히 부케 겐지(武家源氏)로 알려져 있는 세이와 겐지는 21개 겐지 유파 중 한 가계였지만, 무가로서 역사에 이름을 떨치게 되면서 겐지를 대표하는 주요 가계가 되었다. 이들 일족은 세이와 천황의 아들을 시조로 하는데, 기나이(畿内)를 비롯한 일본 전국 각지에 토착하였고 미쓰나카(満仲)의 아들 대에서 셋쓰 겐지(攝津源氏), 야마토 겐지(大和源氏), 가와치 겐지(河内源氏)로 나뉘었다. 이 중 가와치 국(河内國)을 본거지로 한 가와치 겐지는 하치만타로(八幡太郎)라고도 불린 요시이에(義家)를 주류로 하여, 그 자손이 가마쿠라 막부(鎌倉幕府)를 연 미나모토노 요리토모(源頼朝)로 대표되는 무문(武門)으로 번영을 누렸다. 또한 가와치 겐지는 이시카와 겐지(石川源氏), 가이 겐지(甲斐源氏), 히타치 겐지(常陸源氏), 시모쓰케 겐지(下野源氏, 아시카가 씨足利氏), 고즈케 겐지(上野源氏, 닛타 씨新田氏) 등으로 분파되었다. 셋쓰국(摂津国)을 본거지로 한 셋쓰 겐지는 다다 겐지(多田源氏), 미노 겐지(美濃源氏) 등으로 분파했는데 이들을 모두 세이와 겐지의 일문으로서 '부케 겐지'로 통칭하는 것이다.
세이와 겐지 외의 부케로서 이름을 떨친 겐지는 사가 겐지의 미나모토노 도오루(源融)를 시조로 하는 '도오루류(融流) 사가 겐지'가 있는데, 사가 겐지의 무가로서 대표적인 것은 셋쓰 국을 기반으로 삼았던 와타나베 씨(渡辺氏)와 그 분파인 마쓰우라 씨(松浦氏)였다. 또한 우다 겐지에서는 무가로서 오미 국(近江国)을 기반으로 삼았던 오미 겐지(近江源氏, 사사키 겐지佐佐木源氏)가 배출되기도 했는데, 오미 겐지는 이후 사사키 씨(佐々木氏)라는 유력 무사단으로 성장한다.
한편 중앙 귀족으로서 번창했던 겐지로서 무라카미 천황의 아들 도모히라 친왕을 시조로 하는 무라카미 겐지가 있다. 같은 겐지도 구교(公卿)로서 번영한 계통이나 무사나 신관이 되는 계통이 나뉘는 것은 당시의 정치적 정세나 신적강하 당시 생모의 세력 및 신분에 따라서도 신적강하 이후의 인생이 크게 좌우되었기 때문이다. 특히 천황의 친아들이 신적강하하는 것은 "1세의 겐지"라 하여 임관 후에도 크게 우대를 받았지만, 왕손에서 신적강하한 '2세 겐지'는 1세 겐지보다 가계적으로 손해가 더 컸다.
헤이안 후기 이후로 왕위 계승과 관계없는 왕자(친왕)나 공주(내친왕)는 신적강하가 아니라 그냥 승려로서 출가하는 관례가 생겨나면서 사성 겐지는 거의 끊어졌고, 에도 시대의 히로하타 집안(広幡家)을 마지막으로 미나모토 씨 사성은 영영 끊어졌다.

## 주요 겐지

### 사가 겐지(嵯峨源氏)
제52대 사가 천황의 자손. 사가 천황은 많은 황자와 황녀에게 겐지 성을 주어 신하의 신분으로 강등하였다. 이 중에 미나모토노 마코토(源信)·미나모토노 도키와(源常)·미나모토노 도루(源融)는 사다이진이 되어 헤이안 시대 초기부터 조정의 일대 세력이 되었다. 또한, 미나모토 도오루의 계통은 지방에 정착하여 무가가 되었다. 자손으로 와타나베 씨(渡辺氏)·마쓰우라 씨(松浦氏)·가마치 씨(蒲池氏) 등이 있다.

### 닌묘 겐지(仁明源氏)
제54대 닌묘 천황의 자손. 닌묘 천황의 아들 미나모토노 마사루(源多)·미나모토노 히카루(源光)는 미나모토 성을 받고 우다이진이 되었다.

### 몬토쿠 겐지(文徳源氏)
제55대 몬토쿠 천황의 자손. 사다이진이 된 미나모토노 요시아리(源能有)의 자손으로 북면무사(北面武士)가 된 사카도 씨(坂戸氏)가 있다.

### 세이와 겐지(清和源氏)
제56대 세이와 천황의 자손. 가장 번영한 것은 여섯째 아들인 사다즈미 친왕(貞純親王)의 아들 미나모토노 쓰네모토(源経基)의 계통. 가와치 겐지의 하치만타로 요시이에(八幡太郎義家)의 자손에서 가마쿠라 막부의 쇼군 가문이 배출되었기 때문에, 부케 도료의 가문이라고 여겨져, 아시카가 가문과 도쿠가와 가문의 양대 쇼군가를 비롯하여 굉장히 많은 무사 집안들이 자신들을 세이와 겐지의 후손이라고 자칭하였다.

### 요제이 겐지(陽成源氏)
제57대 요제이 천황의 자손. 세이와 겐지의 시조인 미나모토노 쓰네모토가 요제이 천황의 손자라는 설이 있는데, 그 설에 찬성하는 학자도 있으나, 학계의 인정을 받고 있는 설은 아니다.

### 고코 겐지(光孝源氏)
제58대 고코 천황의 자손. 첫째 아들 고레다타 친왕(是忠親王)의 증손 미나모토노 야스히사(源康尚)는 불상 제작 장인의 시조로, 그 계통에서 조불사(불상 제작 기술자)의 각 유파가 배출되었다.

### 우다 겐지(宇多源氏)
제59대 우다 천황의 자손. 여덟째 아들 아쓰후미 친왕(敦実親王)의 아들 미나모토노 마사노부(源雅信)·미나모토노 시게노부(源重信) 형제는 사다이진이 되었다. 특히 마사노부의 자손이 번창하여 구게로서는 도쇼케(堂上家, 정전에 오를 수 있는 자격을 가진 가문) 다섯 가문을, 무가로서는 오미 겐지(近江源氏)인 사사키 씨(佐々木氏)와 그 분파 이즈모 겐지(出雲源氏) 등이 파생하였다.

### 다이고 겐지(醍醐源氏)
제60대 다이고 천황의 자손. 열째 아들 미나모토노 다카아키라(源高明)는 사다이진이 되었으나, 안나의 변(安和の変)으로 실각하였다. 다카아키라의 자손으로 오카모토 씨(岡本氏)·가와지리 씨(河尻氏)가 있다. 그 외에 첫째 아들 가쓰아키라 친왕(克明親王)의 아들로 아악 연주의 명인으로 유명한 미나모토노 히로마사(源博雅)가 있다.

### 무라카미 겐지(村上源氏)
제62대 무라카미 천황의 자손. 일곱째 아들 도모히라 친왕(具平親王)의 자손으로 후지와라노 요리미치(藤原頼通)의 양자가 된 우다이진 미나모토노 모로후사(源師房)의 자손이 번창하여 다수의 도쇼케를 배출하고, 무로마치 시대의 아시카가씨에게 빼앗기기 전까지 미나모토 씨의 종주 격인 겐지 장자(源氏長者)는 모로후사의 일족이 독점하였다.

### 레이제이 겐지(冷泉源氏)
제63대 레이제이 천황의 자손. 겐지 21류에 포함되기는 하나, 구체적인 자손의 이름은 전하지 않는다.

### 가잔 겐지(花山源氏)
제65대 가잔 천황의 자손. 도쇼케인 시라카와하쿠오가(白川伯王家)가 되어, 진기칸(神祇官)의 수장 자리를 세습하며 신도를 총괄하였다.

### 산조 겐지(三条源氏)
제67대 산조 천황의 첫째 아들 아쓰아키라 친왕(敦明親王)의 자손. 적류는 미나모토노 미치스에(源通季) 이래 오오키미노카미(正親正) 자리를 세습하였다.

### 고산조 겐지(後三条源氏)
제71대 고산조 천황의 셋째 아들 스케히토 친왕(輔仁親王)의 자손. 스케히토 친왕의 아들 미나모토노 아리히토(源有仁)는 사다이진이 되었다. 미나모토노 요리토모의 가신으로 《헤이케 이야기》에도 등장하는 다시로 노부쓰나(田代信綱)는 아리히토의 손자라고 한다.

### 고시라카와 겐지(後白河源氏)
제77대 고시라카와인(後白河院)의 둘째 아들 모치히토 왕(以仁王)은 친왕선하를 받지 못하고, 지쇼 4년(1180년), 헤이케 정권의 타도를 외치며 미나모토노 요리마사(源頼政)와 함께 거병하였으나 패하고 그 자신도 죽었다. 이때, 고시라카와인이 겐지로 강등하여 이름을 '미나모토노 모치히토'라 개명하고 유배 판결을 내렸다.

### 준토쿠 겐지(順徳源氏)
제84대 준토쿠 천황의 다섯째 아들 다다나리 왕(忠成王), 여섯째 아들 요시무네 친왕(善統親王)의 자손. 요시무네 친왕의 손자 미나모토노 요시나리(源善成)는 무로마치 막부의 제3대 쇼군 아시카가 요시미쓰의 지원을 받아 사다이진이 되었다.

### 고사가 겐지(後嵯峨源氏)
제88대 고사가 천황의 손자 고레야스 친왕(惟康親王)의 자손. 고사가 천황의 둘째 아들 무네타카 친왕(宗尊親王)이 가마쿠라 막부 제6대 쇼군의 자리를 사퇴한 뒤, 그의 아들 중 하나로 제7대 쇼군에 취임한 고레야스에게 미나모토 성을 내려 미나모토노 고레야스가 되었다. 단, 그 뒤 가마쿠라 막부가 고레야스를 교토로 추방하고 그를 대신하여 히사아키 친왕(久明親王)을 쇼군으로 추대하기 위하여 그 사전준비로서 고레야스를 친왕에 임명하게 하여, 고레야스는 황적에 복귀한다. 즉, 고사가 겐지는 고레야스 1대로 끝났다.

### 고후카쿠사 겐지 (後深草源氏)
제89대 고후카쿠사 천황의 아들로 가마쿠라 막부 제8대 쇼군이 된 히사아키라 친왕의 자손이다. 히사아키라 친왕의 아들 모리쿠니 친왕(守邦親王, 9대 쇼군)이 미나모토 성을 받은 것으로 여겨진다.

### 오기마치 겐지(正親町源氏)
제106대 오기마치 천황의 자손. 당초에는 무가였으나 후에 도쇼케가 되어, 세이가케의 히로하타가(広幡家)를 일으켰다.

## 같이 보기
- 일본의 역사